# Rifugio Dodici Apostoli
Il rifugio Dodici Apostoli - Carlo e Giuseppe Garbari è un rifugio situato nel comune di Stenico (TN), nel gruppo delle Dolomiti di Brenta, ad un'altitudine di 2.487 m.

## Storia
Edificato dalla Società alpinisti tridentini (SAT) nel 1908 nella conca di Pratofiorito, nei pressi delle vedrette di Pratofiorito e d'Agola, era originariamente costituito da una costruzione di modeste dimensioni a forma di cubo.
La costruzione fu finanziata dai fratelli Carlo e Giuseppe Garbari, alpinisti, fotografi e patrioti trentini, cui il rifugio è intitolato.
Il nome del rifugio riprende quello del passo soprastante, che a sua volta deriva dalle caratteristiche formazioni rocciose allineate poco sotto il passo, nel versante opposto a quello del rifugio.
Il rifugio è stato ampliato e completamente ristrutturato nel 1997-1998.

## Caratteristiche e informazioni
Il rifugio dispone complessivamente di 38 posti letto. Il locale invernale, sempre aperto, può ospitare 8 persone. È aperto durante la stagione estiva, dal 20 giugno al 20 settembre.

## Accessi
- da Malga Movlina in val d'Algone (1.803 m), verso nord sino al passo del Gotro (1.847 m), lungo il sentiero n. 333, poi verso ovest sino al passo Bregn de l'Ors. Di lì si passa per il Piano di Nardis (1.822 m), quindi al rifugio per la "Scala Santa" (percorso attrezzato nei punti più ripidi). Ore 3.
- dal Doss del Sabion (raggiungibile da Pinzolo in funivia), si scende al passo Bregn de l'Ors, quindi si raggiunge il rifugio per la Scala Santa. 2 ore e 45 minuti.
- da Malga Movlina per la val di Sacco: lungo il sentiero 341 bis si giunge al bivacco di Cacciatori (1.800 m), e di lì si rimonta la valle sino al passo dei Dodici Apostoli (2.620 m) per scendere quindi al rifugio. Faticoso per via dei lunghi ghiaioni. Consigliabile quale percorso alternativo in discesa. Ore 3.

## Ascensioni
- Cima Dodici Apostoli (2.699 m): vetta posta in prossimità del rifugio, si scala per la cresta sud orientale in circa un'ora. Difficoltà F
- Cima Tosa (3.159 m) - diff. F - circa 1 ora
- Cima d'Ambiez (3.096 m) - diff. PD
- Cima d'Agola (2.959 m) - diff. F

## Traversate
Quasi tutti gli itinerari che si dipartono dal rifugio hanno caratteristiche alpinistiche, e richiedono quindi un'adeguata attrezzatura.
- al rifugio Tommaso Pedrotti (2.486 m) per il Sentiero dell'Ideale (segnavia 304), percorso alpinistico, 3 ore e 30 minuti.
- al rifugio Silvio Agostini (2.405 m) per la Bocca dei Due Denti (2.859 m) e la via ferrata Ettore Castiglioni - percorso alpinistico, 2 ore e 30 minuti.
- al rifugio Brentei per il sentiero 304 sino alla Bocca dei Camosci, poi per il sentiero Martinazzi (segnavia 327) fino al rifugio. Percorso alpinistico molto interessante, 2 ore e 30 circa.

## Cappella ai caduti della montagna

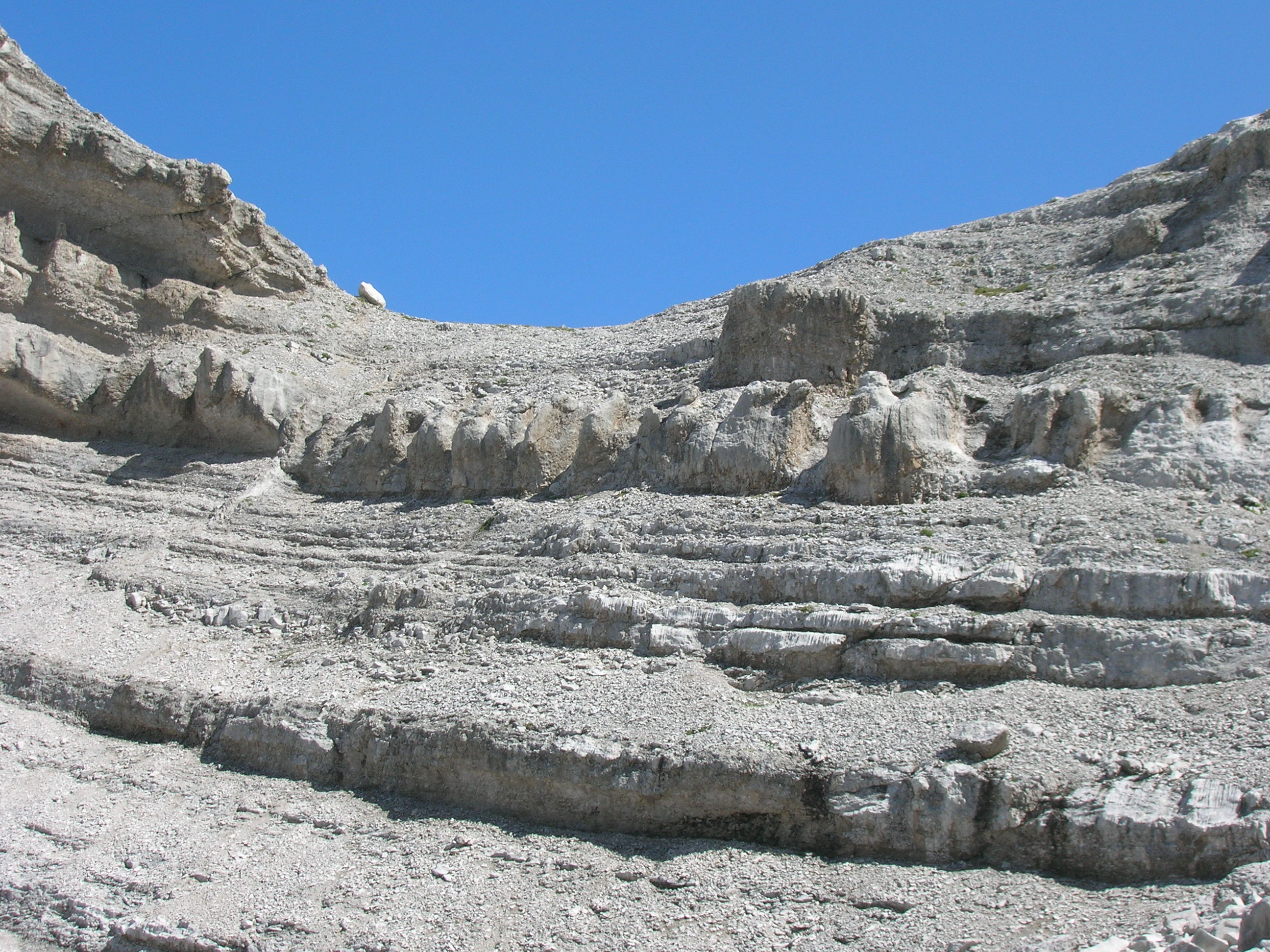
Passo XII Apostoli, versante sud: le strutture rocciose che danno il nome al passo e al rifugio

Nei pressi del rifugio si trova la cappella della Madonna Ausiliatrice, interamente scavata nella roccia. Essa è costituita da una cavità con quattro grandi aperture su una parete a strapiombo. La roccia che separa le aperture forma una grande croce, a cui è addossato l'altare. La chiesa è dedicata ai caduti della montagna, ed ogni anno vi si celebra una messa in loro ricordo l'ultima domenica di luglio, a cui dal 1963 partecipa il coro della SOSAT di Trento.

## Canzone
Al rifugio è stata dedicata dall'autrice Antonia Dalpiaz la canzone Fiori de Cristal.